# Göhlensee
Der Göhlensee ist ein 45 ha großes Stillgewässer auf dem Gebiet der Gemeinde Schenkendöbern im Landkreis Oder-Spree in Brandenburg. Der ca. 10 m tiefe, 2 km lange und bis 400 m breite See liegt südlich von Göhlen, einem Ortsteil der Gemeinde Neuzelle, und nordwestlich von Groß Drewitz, einem Ortsteil der Gemeinde Schenkendöbern. Seit dem 1. Mai 1968 hat er den Status eines Landschaftsschutzgebietes.